# Flavio Santos
Flavio Jesús Santos Carrillo (ur. 1 marca 1987 w Ocotlán) – meksykański piłkarz występujący na pozycji skrzydłowego.

## Kariera klubowa
Santos jest wychowankiem akademii juniorskiej zespołu Club Atlas z siedzibą w Guadalajarze. Do pierwszej drużyny został włączony jako dwudziestolatek przez argentyńskiego szkoleniowca Miguela Ángela Brindisiego i w meksykańskiej Primera División zadebiutował 2 lutego 2008 w przegranym 0:1 spotkaniu z Pachucą. W tym samym roku zajął ze swoją drużyną drugie miejsce w rozgrywkach kwalifikacyjnych do Copa Libertadores – InterLidze. Premierowego gola w najwyższej klasie rozgrywkowej strzelił natomiast 3 października 2010 w zremisowanych 2:2 derbach miasta z Chivas. Początkowo pełnił jednak wyłącznie rolę rezerwowego i jednym z podstawowych graczy Atlasu został dopiero wiosną 2011 za kadencji trenera Benjamína Galindo. W styczniu 2013 udał się na półroczne wypożyczenie do ekipy Deportivo Toluca, gdzie jednak pozostawał rezerwowym zespołu i nie odniósł z nim większych sukcesów. Po powrocie do Atlasu, w jesiennym sezonie Apertura 2013, dotarł z nim do finału krajowego pucharu – Copa MX.
Latem 2014 Santos na zasadzie wypożyczenia przeszedł do klubu Puebla FC, gdzie już w sezonie Apertura 2014 powtórzył sukces sprzed roku i doszedł ze swoją drużyną do finału pucharu kraju. W wiosennym sezonie Clausura 2015, będąc jednym z ważniejszych zawodników ekipy, triumfował natomiast w pucharze Meksyku, a bezpośrednio po tym jego wypożyczenie zostało przedłużone o kolejny rok. W 2015 roku zdobył również z Pueblą superpuchar Meksyku – Supercopa MX, ogółem barwy Puebli reprezentując przez dwa lata.
| Sezon     | Klub             | Kraj   | Rozgrywki | Mecze | Bramki |
| --------- | ---------------- | ------ | --------- | ----- | ------ |
| 2007/2008 | Club Atlas       | Meksyk | Liga MX   | 3     | 0      |
| 2008/2009 | Club Atlas       | Meksyk | Liga MX   | 3     | 0      |
| 2009/2010 | Club Atlas       | Meksyk | Liga MX   | 10    | 0      |
| 2010/2011 | Club Atlas       | Meksyk | Liga MX   | 26    | 4      |
| 2011/2012 | Club Atlas       | Meksyk | Liga MX   | 30    | 4      |
| 2012/2013 | Club Atlas       | Meksyk | Liga MX   | 12    | 0      |
| 2012/2013 | Deportivo Toluca | Meksyk | Liga MX   | 10    | 1      |
| 2013/2014 | Club Atlas       | Meksyk | Liga MX   | 21    | 2      |
| 2014/2015 | Puebla FC        | Meksyk | Liga MX   | 27    | 2      |
| 2015/2016 | Puebla FC        | Meksyk | Liga MX   | 32    | 2      |
| 2016/2017 | Club Atlas       | Meksyk | Liga MX   |       |        |